# Cibórz (wieś w województwie warmińsko-mazurskim)
Cibórz – wieś w Polsce położona w województwie warmińsko-mazurskim, w powiecie działdowskim, w gminie Lidzbark. W latach 1975–1998 miejscowość administracyjnie należała do województwa ciechanowskiego.
Wieś położona nad rzeką Wel. Przez miejscowość przebiega droga wojewódzka nr 544. Do 1945 roku w pobliżu wsi mieściło się Lotnisko Lidzbark.

## Historia
Nazwa wsi wywodzi się prawdopodobnie od imienia Ścibora, założyciela wsi. W 1427 roku wieś nabył na prawie magdeburskim niejaki Stanisław. Bracia Stanisław i Jakub Ciborski potomkowie kasztelana von Putzig, Cyboriusa, w roku 1427 osiedlili się w majątku Cibórz. 
W XV wieku administratorzy krzyżaccy poprzez budowę kanału pod Ciborzem zasilili niewielką rzekę Wel wodami Wkry, która utraciła własne źródła i wiele kilometrów górnego biegu. Poprawiło to spławialność Drwęcy – w średniowieczu ważnej arterii wodnej. Od XVIII wieku (aż do 1945 r.) wieś należała do rodziny Mieczkowskich. Ostatnim dziedzicem Ciborza był Ignacy Mieczkowski h. Zagłoba, pochowany w Lidzbarku Welskim. W okresie międzywojennym część majątku została rozparcelowana i osiedlili się tam koloniści z Małopolski. 
Do 1932 r. Cibórz należał do powiatu brodnickiego.
Po drugiej wojnie światowej majątek Mieczkowskich został przejęty przez władze komunistyczne, po czym utworzono Państwowe Gospodarstwo Rolne, które funkcjonowało do 1991 roku. 
Na terenie Ciborza znajduje się kilka zabytków o charakterze stałym, wpisanych do rejestru wojewódzkiego konserwatora zabytków w Olsztynie. Są to m.in. młyn wodny z XIX wieku, gorzelnia oraz ruiny oficyny pałacu Mieczkowskich, który po pożarze w latach 50. XX wieku został rozebrany. 

## Ludzie związani z miejscowością
- W 1899 r. w jednym z majątków w Ciborzu zatrzymał się Henryk Sienkiewicz.